# Liste des dirigeants de Fouta-Toro
Les dirigeants de Fouta-Toro sont des monarques musulmans avec le titre royal d'Almamy. Ils gouvernent l'Imamat de Fouta-Toro de la fin du 18e siècle à la fin du 19e siècle. Il s'agit de la première dynastie musulmane peul de Fouta-Toro. Cette dernière renverse la dynastie animiste Denianke de l'Empire du Grand Fulo en 1776.

## Liste des Almamys indépendants du Fouta-Toro
- Abdelkéder (1776 – 1804)
- Mustafa (1804 – 1861)

Futa Toro est incorporé dans le djihad d'Umar Tall

## Liste des Almamys du Fouta-Toro sous l'Empire Toucouleur
- Moustafa (1861 – 1868)
- Ahmadou Sego (1868 – 1875)
- Abdul Bu Bakar (1875 - 1877)

## Liste des Almamys de Fouta-Toro faisant partie de lacolonie française du Sénégal
- Abdul Bu Bakar (1877–1891)

## Sources
- Stewart, John, African States and Rulers: An Encyclopedia of Native, Colonial, and Independent States and Rulers Past and Present, Jefferson, McFarland & Company, 1989 (ISBN 0-89950-390-X, lire en ligne), 395 Pages